# Francis Rapp

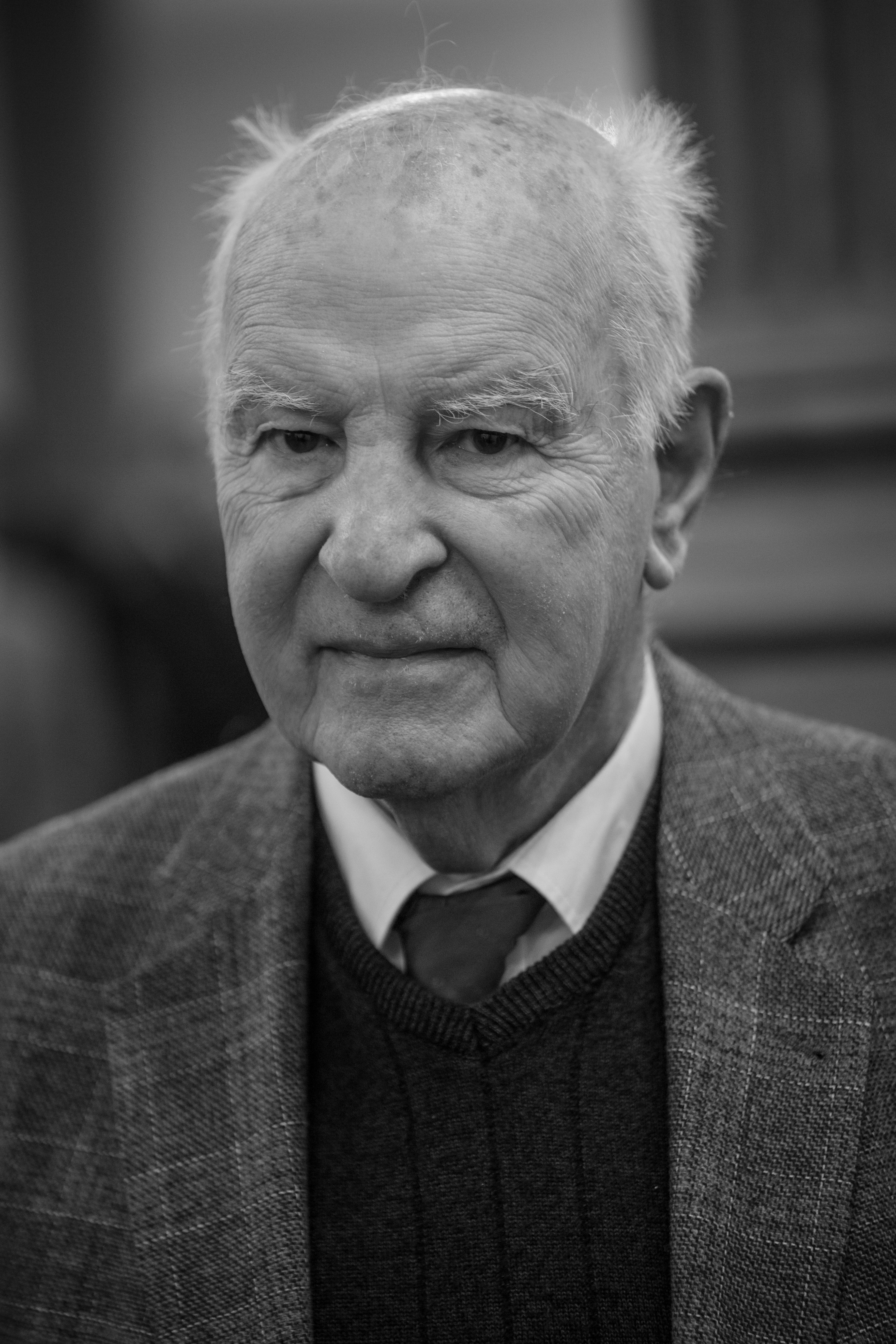
Francis Rapp (2014)

Francis Jean Joseph Rapp (* 27. Juni 1926 in Straßburg; † 29. März 2020 in Angers) war ein französischer Mediävist.

## Leben
Rapp war Lehrer am Lycée Fustel-de-Coulanges in Straßburg (1952–1953) und am Eliteinternat der Fondation Thiers (1953–1955). 1956 wechselte er als Wissenschaftlicher Assistent an die Geschichtsfakultät der Straßburger Universität. Von 1961 bis 1972 war er Dozent an der Fakultät für Geisteswissenschaften der Universität Nancy, zudem ab 1965 an der Fakultät für Geschichte in Straßburg und später an der Universität Straßburg II. 1972 wurde er in Geschichtswissenschaften promoviert. Er war 1972/73 Dozent für Geschichte des Christentums an der Fakultät für protestantische Theologie in Straßburg. Von 1972 bis 1991 hatte er die Professur für mittelalterliche Geschichte an der Universität Straßburg II. 1983 wurde er zudem Außerordentlicher Professor an der Schweizer Universität Neuenburg.
Er starb im März 2020 im Alter von 93 Jahren während der COVID-19-Pandemie an den Folgen einer SARS-CoV-2-Infektion.

## Wirken
Sein Hauptforschungsgebiet war die Regionalgeschichte des Elsass, insbesondere am Ende des Mittelalters und die Wirtschafts-, Sozial- und Stadtgeschichte von Straßburg sowie die Religionsgeschichte im Spätmittelalter (Institutionen, kirchliche Gesellschaften, Mentalitäten und Spiritualität, Geschichte der Reformation) und die Geschichte des Heiligen Römischen Reiches. Er war korrespondierendes Mitglied der Académie des inscriptions et belles-lettres (seit 1993), der Académie d’Alsace, der Académie des Marches de l’Est sowie der Akademie der Wissenschaften zu Göttingen.
Francis Rapp hat zahlreiche Schriften und Werke veröffentlicht. Als Redakteur engagierte er sich für die Schriftreihen Histoire d’Alsace, Histoire de Strasbourg, Histoire du diocèse de Strasbourg und Histoire de Strasbourg. Er war Mitglied der Redaktion der Zeitschrift Archiv für Reformationsgeschichte und arbeitete zusammen mit der Enzyklopädie des Elsass (Encyclopédie de l’Alsace; 1982–1985) und dem Neuen Wörterbuch der elsässischen Biographie (Nouveau dictionnaire de biographie alsacienne; 1982–1992).
Für sein wissenschaftliches Engagement wurde er ausgezeichnet als Chevalier de la Légion d’Honneur (Ritter), Commandeur de l’Ordre national du Mérite (Komtur) und Commandeur de l’Ordre des Palmes académiques (Komtur). 2001 erhielt er für sein Buch Le Saint Empire romain germanique, d’Otton le Grand à Charles Quint den Guizot-Preis. Des Weiteren war er seit 2006 Ehrenmitglied der katholischen Studentenverbindung K.D.St.V. Rappoltstein (Straßburg) zu Köln im CV.

## Schriften
- Inventaire des sources manuscrites de l’histoire d’Alsace conservées dans les bibliothèques publiques de France, 1956
- Humanisme, Renaissance et Réforme. Discipline et prospérité, IN: Histoire de l’Alsace, 1970
- L’Église et la vie religieuse en Occident à la fin du Moyen Âge, 1971/1991 (4. Auflage)
- mit F.-J. Fuchs: Le grand siècle de l’Alsace : travaux et drames de l’esprit ; la richesse, ses effets et ses limites, in: Documents de l’histoire d’Alsace, 1972
- Les pélerinages en Occident à la fin du Moyen Âge, IN: Les pèlerinages, 1973
- Réformes et réformation à Strasbourg. Église et société dans le diocèse de Strasbourg (1450–1525), 1976 (Habilitationsschrift)
- Croyances et pratiques populaires à la fin du Moyen Âge en Occident, IN: Le christianisme populaire, 1974
- L’Alsace à la fin du Moyen Âge, 1977
- L’Église, la vie mentale et morale. L’humanisme et la Renaissance. De la Réforme à la Réformation, in: Histoire de l’Europe, 1980
- Route des poètes et route des empereurs., IN: Une histoire du Rhin, 1981
- Préréformes et humanisme. Strasbourg et l’Empire, IN: Histoire de Strasbourg, 1981
- Mutations et difficultés du pèlerinage à la fin du Moyen ÂgeIN: Les chemins de Dieu, 1982
- Du domaine à l’État : les avatars de la seigneurie rurale, IN: Histoire rurale de l’Alsace, 1983
- Du royaume franc à la ville libre, le beau XVIe siècle, IN: Histoire de Strasbourg, 1985
- Les origines médiévales de l’Allemagne moderne. De Charles IV à Charles Quint (1346–1519), 1989
- La naissance de l’Europe moderne, in: L’époque de la Réforme et du Concile de Trente, 1990
- Le poids du temporel. Les provinces ecclésiastiques de l’Europe. Les Juifs en Allemagne, IN: Histoire du christianisme, 1991
- Le rétablissement de la papauté. Réformes et inerties. Les caractères communs de la vie religieuse. Les caractères nationaux au sein de la chrétienté occidentale : l’Allemagne ; la France, in: istoire du christianisme, 1994
- Les villes du Saint-Empire et le problème militaire : l’exemple de Strasbourg, IN: Journal des Savants, 1996
- La naissance, l’existence quotidienne et la résistance d’un foyer de vie cistercienne, IN: Koenigsbruck, l’histoire d’une abbaye cistercienne, 1998
- Le Saint-Empire romain germanique, 2000.